# Pleasantdale (Saskatchewan)
Pleasantdale es un pueblo canadiense situado en la provincia de Saskatchewan.

## Superficie
Pleasantdale tiene una superficie de 0,53 km².

## Demografía
En 2021, tenía 80 habitantes, una densidad poblacional de 152,3 hab./km², y 36 viviendas.